# Augusto Casimiro Alves Monteiro
Augusto Casimiro Alves Monteiro (1871 — 1958) foi um magistrado judicial e político, que, entre outras funções de relevo, foi presidente da Câmara de Barcelos, juiz do Supremo Tribunal Administrativo, de 1919 a 1937, deputado e presidente do Congresso da República e Ministro da Justiça e dos Cultos nos 43.º governo republicano, em funções de 1 de julho a 1 de agosto de 1925, e 44.º governo republicano, em funções de 1 de agosto a 17 de dezembro de 1925.